# (38489) 1999 TB116
1999 TB116 (asteroide 38489) é um asteroide da cintura principal. Possui uma excentricidade de 0.09215130 e uma inclinação de 8.77630º.
Este asteroide foi descoberto no dia 4 de outubro de 1999 por LINEAR em Socorro.